# Antoinette Gasongo
Antoinette Gasongo (sinh năm 1994 hoặc năm 1996)  là một judoka người Burundi.
Cô từng thi đấu tại Thế vận hội mùa hè 2016 ở Rio de Janeiro, ở hạng cân 52 kg nữ nhưng thua Joana Ramos ở vòng đầu tiên.